# Залужжя (ґміна)
Гміна Залужжя (пол. Gmina Załuże) — колишня (1934—1939 рр.) сільська гміна Збаразького повіту Тарнопольського воєводства Польської республіки (1918—1939) рр. Центром гміни було село Залужжя.
До складу гміни входили сільські громади: Базаринці, Глибочок Малий, Івашківці, Тарасівка, Залужжя, Зарубинці. Налічувалось 776 житлових будинків. 

17 січня 1940 року ґміна ліквідована у зв’язку з утворенням Збаразького району.